# Batalla de Leliefontein

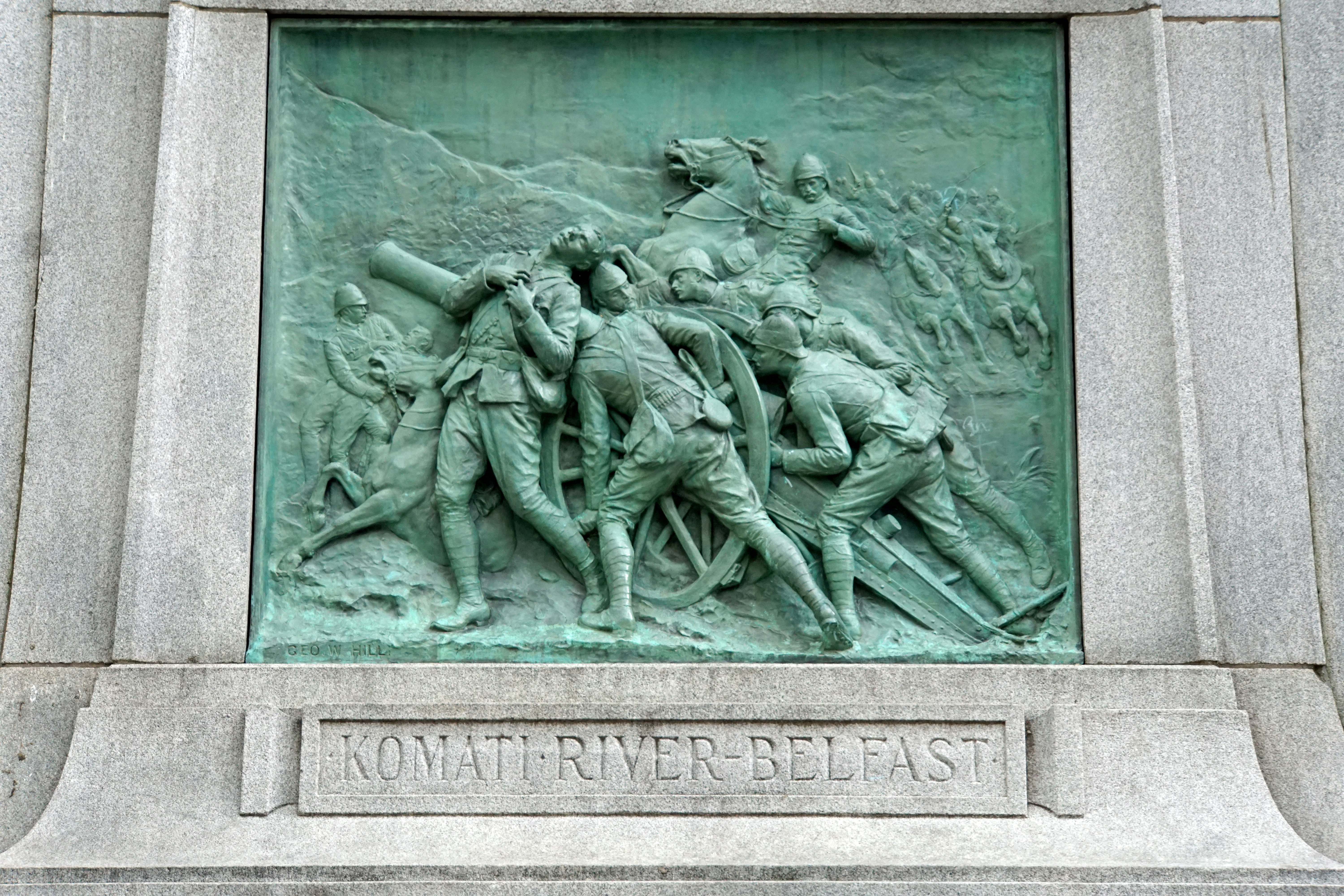
Batalla de Leliefontein

La Batalla de Leliefontein (también conocida como la Batalla de Witkloof) fue un enfrentamiento entre las fuerzas británico-canadienses y bóer durante la segunda guerra bóer el 7 de noviembre de 1900, en el río Komati a 30 kilómetros (19 millas) al sur de Belfast en la actual presa de Nooitgedacht.
Durante el enfrentamiento, la retaguardia canadiense repelió con éxito los asaltos bóeres contra la columna, facilitando la retirada exitosa de la fuerza británico-canadiense de la zona. Tres miembros de The Royal Canadian Dragoons fueron galardonados con la Cruz Victoria por sus acciones durante la batalla.

## Antecedentes
En noviembre de 1900, una fuerza británica avanzó desde Belfast hacia el río Komati con la intención de expulsar a los soldados bóeres de la zona. La fuerza británica también incluyó el segundo contingente canadiense en llegar a Sudáfrica, incluidos miembros de The Royal Canadian Dragoons, los 2º Rifles Montados Canadienses y la Batería "D" de la Artillería de Campaña Canadiense.
Dirigida por el mayor general Horace Smith-Dorrien, la fuerza llegó al río el 6 de noviembre y expulsó a los bóeres de sus posiciones. Sin embargo, como la resistencia era más fuerte de lo esperado, y debido a que Smith-Dorrien había esperado que los bóeres fueran reforzados, ordenó a sus fuerzas que establecieran un campamento en Leliefontein para la noche, antes de comenzar una retirada de regreso a Belfast a la mañana siguiente.
Los bóeres que se retiraron de sus posiciones en Komati más tarde se reconsolidaron con refuerzos, habiendo esperado que la fuerza británica los persiguiera. La fuerza bóer incluía el Comando Ermelo y el Comando Carolina. Los bóeres originalmente planearon interceptar una fuerza británica que avanzaba en una carretera al sur del río. Sin embargo, después de que los bóeres se dieron cuenta de que la fuerza británico-canadiense no los estaba persiguiendo y se estaban retirando de la zona, avanzaron para atacar la retaguardia de la columna británico-canadiense.

## Batalla
Una fuerza dirigida por el teniente coronel François-Louis Lessard, que incluía de 90 a 100 hombres de The Royal Canadian Dragoons, dos cañones de campaña de 12 libras de la Batería "D" de la Artillería de Campo Canadiense y una ametralladora Colt-Browning M1895 tirada por caballos, se encargó de cubrir la retirada de la fuerza más grande como su retaguardia. The Dragoons se desplegaron en una línea de 4 a 5 kilómetros de ancho (2,5 a 3,1 millas) detrás de la columna británica en retirada, con la ametralladora tirada por caballos en su centro.
A lo largo de la mañana, las posiciones de retaguardia canadienses fueron asaltadas por las fuerzas bóer. En un momento durante el combate, 200 bóeres montados cargaron contra las posiciones del canadiense en un intento de romper su línea. La carga montada fue finalmente rechazada por un puñado de The Royal Canadian Dragoons, y la sección izquierda de la Batería D bajo el mando del teniente Edward Whipple Bancroft Morrison. Durante la carga montada, casi se tomó un cañón de campo, aunque una emboscada de 12 hombres organizada apresuradamente dirigida por el teniente Richard Ernest William Turner impidió la captura del cañón de campo. Aunque Morrison resultó herido, The Dragoons pudieron repeler la carga con la ayuda de la ametralladora en su flanco izquierdo.
La posición donde se colocó el carro de ametralladora tirado por caballos fue asaltada y finalmente tomada por los bóeres. Sin embargo, el sargento Edward James Gibson Holland sacó la ametralladora de su carruaje para evitar su captura, quemando su mano en el cañón del arma en el proceso. Durante estas cargas montadas, dos de los comandantes bóer locales, el general Joachim Fourie y el comandante Henry Prinsloo fueron asesinados por fuego de ametralladora. El general bóer Johann Grobler también fue herido durante el combate.
The Dragoons bajo el mando del teniente Hampden Zane Churchill Cockburn continuaron manteniendo sus posiciones hasta que el resto de la retaguardia se retiró más atrás de ellos. Sin embargo, como resultado de la acción, The Dragoons bajo el mando de Holland fueron capturados, asesinados o heridos; con Holanda también sufriendo lesiones. Los asaltos bóeres a las posiciones canadienses persistieron después, aunque carecieron de la organización y el impulso de los asaltos anteriores con la pérdida de sus comandantes. Los dos cañones de campaña de 12 libras se utilizaron para luchar en una acción de retaguardia hasta que los canadienses llegaron al terreno elevado, después de lo cual los bóeres detuvieron su ataque.

## Consecuencias
Después de la batalla, Smith-Dorrien escribió una carta al Jefe de Estado Mayor británico, elogiando la exitosa acción de retaguardia de The Royal Canadian Dragoons, así como el liderazgo de Lessard.
Tengo mucho placer en transmitir declaraciones adjuntas sobre el comportamiento galante de los oficiales y suboficiales de The Royal Canadian Dragoons en las acciones del 7 de noviembre de 1900 entre Witkloof y Leliefontein en el río Komati. Al presentarlos, debo subrayar el hecho de que el comportamiento de toda la retaguardia real canadiense bajo el mando del teniente coronel Lessard fue tan fino que hace que sea más difícil distinguirlo especialmente. No hay duda de que los hombres se sacrificaron de la manera más galante para salvar las armas que lograron hacer.

—Mayor General Horace Smith-Dorrien
Además de elogiar a Lessard, Smith-Dorrien también recomendó al Jefe de Estado Mayor que otorgara la Cruz Victoria a cuatro miembros de los Dragones Reales Canadienses, y otra condecoración militar al Teniente Morrison.
Tres miembros de The Royal Canadian Dragoons, entre ellos el sargento Holland, el teniente Turner y el teniente Cockburn fueron galardonados con la Cruz Victoria por sus acciones en Leliefontein. The Royal Canadian Dragoons sigue siendo la única unidad canadiense donde tres de sus miembros fueron galardonados con la Cruz Victoria en un solo día. El soldado W. A. Knisley de The Royal Canadian Dragoons también fue recomendado para una Cruz Victoria por Smith-Dorrien, aunque Knisley no recibió la condecoración. El teniente Morrison fue galardonado con la Orden del Servicio Distinguido por sus acciones durante el combate.
Los dos cañones de campaña que participaron en la batalla se encuentran actualmente en el Museo Canadiense de la Guerra.